# فورانو، هوکایدو
۴۳°۲۰′۵۶″ شمالی ۱۴۲°۲۳′۰۴″ شرقی / ۴۳٫۳۴۸۸۹°شمالی ۱۴۲٫۳۸۴۴۴°شرقی
فورانو در استان هوکایدو در کشور ژاپن واقع شده است که دارای جمعیت ۲۴٬۸۹۰ نفر و مساحت ۶۰۰٫۹۷ کیلومتر مربع با تراکم جمعیت ۴۱٫۴ نفر در کیلومترمربع است و در تاریخ ۱ مه ۱۹۶۶ به عنوان شهر شناخته شد.